# Begegnung mit der alten Heimat
Begegnung mit der alten Heimat ist ein Dokumentarfilm von Thomas Hartwig aus dem Jahr 1979.

## Handlung
Im Film wird 1979 der Botschafter der Bundesrepublik Deutschland in Israel, Klaus Schütz, nach dem Ursprung des Besuchsprogramms des Berliner Senats für NS-Verfolgte befragt. Klaus Schütz war im Juni 1969 Regierender Bürgermeister von Berlin, als der West-Berliner Senat unter seinem Vorsitz beschloss, ehemalige jüdische Mitbürger, die in der Zeit des Nationalsozialismus emigrieren mussten, in ihre ehemalige Heimatstadt einzuladen. Dieser Beschluss hatte die Aufgabe, sich mit den Bürgern wieder zu versöhnen, die damals gezwungen wurden, Berlin und das Land zu verlassen. Damit sollte der Stadt geholfen werden und es wurde ihr auch geholfen, indem sie wieder, auf diese Art und Weise, Kontakt zu ihrer Vergangenheit gesucht und gefunden hat.
Zwei Tage vor dem Flug nach Berlin trifft das Filmteam in Jerusalem auf dessen Ehrenbürger, den Mediziner Professor Werner Silberstein, der von seiner Geburt am 24. November 1899 bis zur Machtergreifung durch die Nationalsozialisten im Jahr 1933 in Berlin wohnte, bevor er mit seiner Frau in das damalige Palästina emigrieren musste. Nach über 46 Jahren möchte er seine Geburtsstadt endlich wiedersehen. Hier ist er zur Schule gegangen und hat (bis auf ein Semester 1921 in Freiburg) studiert. Anschließend war er ein Jahr an der 2. Medizinischen Klinik der Charité als Praktikant bei Professor Kraus beschäftigt. 1926 trat er als Assistent in das Robert-Koch-Institut ein, wo er bis 1933 blieb. In Israel war Werner Silberstein von 1948 bis zur Pensionierung 1964 Direktor der Zentrallaboratorien des Gesundheitsministeriums. Auf seinem Weg in die Heimatstadt begleiten ihn gemischte Gefühle, da er nicht weiß, was er dort wiedersehen wird. An die Zwanziger Jahre in Berlin erinnert er sich besonders gern, da sie den Grundstein für seine Interessen gelegt haben und hier betont er neben der beruflichen Entwicklung besonders die Kunst, die Musik und die Literatur.
In Tel Aviv trifft das Filmteam den Taxifahrer Oskar Süßapfel, der 1915 in Berlin geboren wurde und in der Grenadierstraße aufwuchs, sowie seine Frau, die 1921 ebenfalls in Berlin geboren wurde. Beide mussten Deutschland 1936 verlassen. In die Schule gegangen ist Oskar Süßapfel im Humboldt-Gymnasium in der Gartenstraße und anschließend an einer Aufbauschule am Köllnischen Gymnasium. Sein Vater besaß je ein Restaurant in der Grenadierstraße und in der Meinekestraße. Frau Süßapfel betont, wie aufgeregt sie vor der Reise ist und wird dabei von ihrem Mann bestätigt.
Um Mitternacht beginnt die Reise am Flughafen Ben Gurion in Tel Aviv. Allein aus Israel fliegen 250 Gäste im Rahmen des Besuchsprogramms nach Berlin. Insgesamt wurden von 1969 bis 1979 etwa Zehntausend ehemalige jüdische Mitbürger mit ihren Angehörigen aus den verschiedensten Teilen der Welt eingeladen. Aus Anlass des 10-jährigen Jubiläums lädt der Regierende Bürgermeister Dietrich Stobbe zu einer Feierstunde in das Internationale Congress Centrum Berlin (ICC) ein und begrüßt die anwesenden Gäste aus Israel, den USA, Kanada, Australien, Neuseeland, Südafrika, Großbritannien, Frankreich, Belgien und den Niederlanden. Auch der Vorsitzende der Jüdischen Gemeinde zu Berlin Heinz Galinski hält eine Rede an die Gäste.
Auf Einladung der Berliner Verwaltung des Deutschen Bundestages wird das Reichstagsgebäude mit der Ausstellung Fragen an die deutsche Geschichte besichtigt. Professor Silberstein kann sich darin an viele, fast vergessene Erlebnisse erinnern, möchte sich aber nicht zu seinen Empfindungen äußern. Auch in der Familie Süßapfel kommen die Erinnerungen zurück. Am nächsten Tag unternimmt eine kleine Gruppe eine Stadtrundfahrt, bei der sie die Sehenswürdigkeiten der Stadt besichtigen. Aber auch in der Meinekestraße 26 gehen sie vorbei, in der Herrn Süßapfels Vater ein koscheres Restaurant betrieb. Heute ist dort wieder eine Gaststätte und es hat sich nicht viel an den Räumlichkeiten verändert. Herr Silberstein sucht in Berlin-Moabit in der Spenerstraße sein Geburtshaus mit der Nummer 31, welches aber den Bombenangriffen im Zweiten Weltkrieg zum Opfer gefallen ist. Von dort ging er täglich, meist zu Fuß, in das Friedrich-Wilhelms-Gymnasium in der Kochstraße und traf dabei fast jeden Morgen am Schloss Bellevue die Prinzessin Viktoria Luise von Preußen mit ihrer Begleitung. Am Potsdamer Platz kann er seinen Schulweg nicht mehr nachvollziehen, da sich die Gegend durch den Mauerbau völlig verändert hat. Professor Silberstein besucht noch seine ehemalige Arbeitsstelle, das Robert-Koch-Institut, wo er sieben Jahre gearbeitet hat. Hier erwartet ihn eine Überraschung, denn die alten Personalunterlagen sind immer noch vorhanden, seine Unterschrift vom ersten Arbeitstag am 1. Januar 1926 hat sich bis heute nicht stark verändert. Auch wird er daran erinnert, dass er im Monat 350 Reichsmark verdient hat. Sehr viele Erinnerungen werden in ihm wach, als er in die Bibliothek des Hauses geht, da er damals viele Stunden dort verbracht hat. Er ist auch davon überzeugt, bestimmte Bücher noch auf ihrem früheren Platz zu finden.
Auf Einladung des Präsidenten des Abgeordnetenhauses von Berlin Peter Lorenz nehmen die Teilnehmer des Besuchsprogramms an einer Fahrt mit einem Ausflugsschiff auf der Havel teil. Peter Lorenz stellte auf der Grundlage seiner vielen zurückliegenden Begegnungen fest, dass es gerade die jüdischen Bürger sind, die sich mit ihren ehemaligen Heimatorten fest verbunden fühlen. Der Chefredakteur des Aufbau, einer New Yorker jüdischen Zeitung, Hans Steinitz betont immer wieder, dass man die Verbrechen der Nationalsozialisten nicht vergessen darf, aber man darf auch nicht die ausgestreckte Hand nicht zurückweisen, weshalb auch die Besucher nach Berlin gekommen sind.

## Produktion
Begegnung mit der alten Heimat mit dem Untertitel Ein Wiedersehen mit Berlin wurde im Auftrag des Presse- und Informationsamtes Berlin in Farbe, mit einigen historischen Schwarzweißfilm-Sequenzen, gedreht. Der Film wurde 1979 vom SFB ausgestrahlt, am 5. Oktober 2018 wurde er vor Mitarbeitern des Robert Koch-Instituts gezeigt und seine erste nachweisbare Aufführung in einem Kino fand am 21. November 2021 im Berliner Zeughauskino in Anwesenheit des Regisseurs statt.